# Dietrichstein (Adelsgeschlecht)
Dietrichstein war ein uraltes, aus Kärnten stammendes Geschlecht, das Grafen und Fürsten hervorbrachte. Seinen Ursprung leitet es vermutlich von den Grafen von Zeltschach ab, die mit den Herzogen von Kärnten verwandt waren. Dietrich von Zeltschach soll im 9. Jahrhundert eine Burg namens „Dietrichs Stein“ besessen haben und diesen Namen auf seine Nachkommen übertragen haben. Das kärntnerische Erbmundschenkenamt kam an Pankraz († 1508), dem es von Kaiser Maximilian I erblich verliehen wurde. Seine Söhne Franz und Sigmund sind die Stammväter der zwei Hauptlinien: der von Franz gegründeten Weichselstätt-Rabensteinischen und der von Sigmund gestifteten Hollenburg-Finkensteinischen Linie, die sich später noch einmal teilten. Der Name wurde urkundlich erstmals 1002 erwähnt, die Familie erlosch 1864 im Mannesstamm. 

## Geschichte
Nach den Forschungen von Helmuth Grössing ist zwischen dem ersten Haus Dietrichstein aus der Familie der Hochfreien von Projern-Leonstein, das zu Beginn des 14. Jahrhunderts erloschen ist, und dem zweiten Haus Dietrichstein zu unterscheiden. Letzteres stammt aus der Familie derer von Nussberg, die 1250 mit Mathias von Nussberg (bei Sankt Veit an der Glan) in Kärnten auftritt und aus der Nikolaus I. von Nussberg und St. Veit, cl. 1290–1304 mit einer Erbtochter des Rudolf von Dietrichstein verheiratet war. Von seinen Söhnen nannte sich Nikolaus „von Dietrichstein“ und wurde Stammvater des jüngeren Hauses Dietrichstein, während sich sein Bruder Ortolf weiterhin „von Nussberg und St. Veit“ nannte. Von 1517 bis 1586 waren die Dietrichsteiner u. a. Besitzer der Freyherrschaft Paternion.
Die Familie spaltete sich später in zwei Hauptlinien auf: In die Weichselstätt-Rabensteinische, die 1861 mit dem Grafen Johann Duclas von Dietrichstein ausstarb, und die Hollenburg-Finkensteinische aus der zwei Äste entstanden: Der ältere („hollenburgsche“ oder österreichische) Zweig und der jüngere („nikolsburgische“ oder fürstliche) Zweig, der 1514 in den Reichsfreiherrnstand, 1600 bzw. 1612 in den Reichsgrafenstand und schließlich 1624 in den Reichsfürstenstand für die Primogenitur erhoben wurde. Angehörige dieser Linie waren seit 1575 Inhaber der bedeutenden Herrschaft Nikolsburg (Mikulov) in Mähren und bekamen später noch weitere Titel: der 3. Reichsfürst erwarb 1684 den Titel eines gefürsteten Grafen zu Tarasp, der 6. Reichsfürst erwarb 1769 als Erbe seines mütterlichen Großvaters den Titel eines Grafen von Proskau, der 7. Reichsfürst erwarb 1802 als Erbe des letzten Grafen Leslie of Balquhaine auch den Titel eines Grafen von Leslie. Der nikolsburgische oder fürstliche Zweig des Hauses Dietrichstein ist 1864 mit dem Tod des 10. Reichsfürsten von Dietrichstein in männlicher Linie erloschen.
Die Burg Boskovice kam 1687 durch Susanna von Zástřizl an deren Witwer Walther Franz Xaver Anton von Dietrichstein († 1738). 1819–26 errichtete Franz Joseph von Dietrichstein an der Stelle eines Dominikanerinnenklosters, das im Rahmen der Josephinischen Reformen aufgehoben worden war, das Schloss Boskovice, welches 1854 mit Nikolsburg an die Grafen Mensdorff-Pouilly fiel, die es seit 1991 wieder besitzen.
1678 trat Kaiser Leopold I. die Herrschaft Tarasp zunächst pfandweise an den Reichsfürsten Ferdinand Joseph von Dietrichstein ab, ehe sie 1684 in Anerkennung seiner Verdienste als gefürstete Reichsgrafschaft ganz in dessen Besitz überging. Mit dem Erwerb dieses reichsunmittelbaren Territoriums war auch die Voraussetzung der Zulassung zur Fürstenbank des Reichstages erfüllt, an dem der Fürst erstmals am 4. Oktober 1686 teilnahm und dort den Platz zwischen den Fürsten von Salm und Nassau-Hadamar erhielt. Durch § 29 des Reichsdeputationshauptschlusses von 1803 fiel die bisherige österreichische Enklave an die Helvetische Republik bzw. die Schweiz. Für diesen Verlust wurde Fürst Johann Baptist Karl Walther von Dietrichstein in § 11 mit der Herrschaft Neuravensburg aus dem Besitz des Klosters St. Gallen entschädigt. 1806 wurde die Herrschaft durch die Rheinbundakte an das Königreich Württemberg mediatisiert.
Vier Jahre nach dem Tod des 10. und letzten Reichsfürsten 1864 wurde der österreichische Staatsmann und Außenminister Alexander Graf von Mensdorff-Pouilly (1813–1871), der seit 1857 mit einer Tochter des 9. Reichsfürsten von Dietrichstein verheiratet war, durch Kaiser Franz Joseph unter dem Namen Fürst von Dietrichstein zu Nikolsburg in den österreichischen Fürstenstand (für die Primogenitur) erhoben, die übrige Nachkommenschaft sollte den Namen Mensdorff-Pouilly-Dietrichstein führen. Jedoch ist auch diese Fortsetzung der Dietrichstein in weiblicher Linie 1964 in männlicher Linie erloschen. Nachkommen des ursprünglichen Fürstenhauses in weiblicher Linie finden sich jedoch in vielen österreichischen und ausländischen Adelsfamilien.
Viele Grabstätten der Dietrichstein befinden sich in der Schottenkirche (Wien); die Grablege der Fürsten von Dietrichstein zu Nikolsburg befindet sich in der Gruftkirche auf dem Stadtplatz von Nikolsburg.

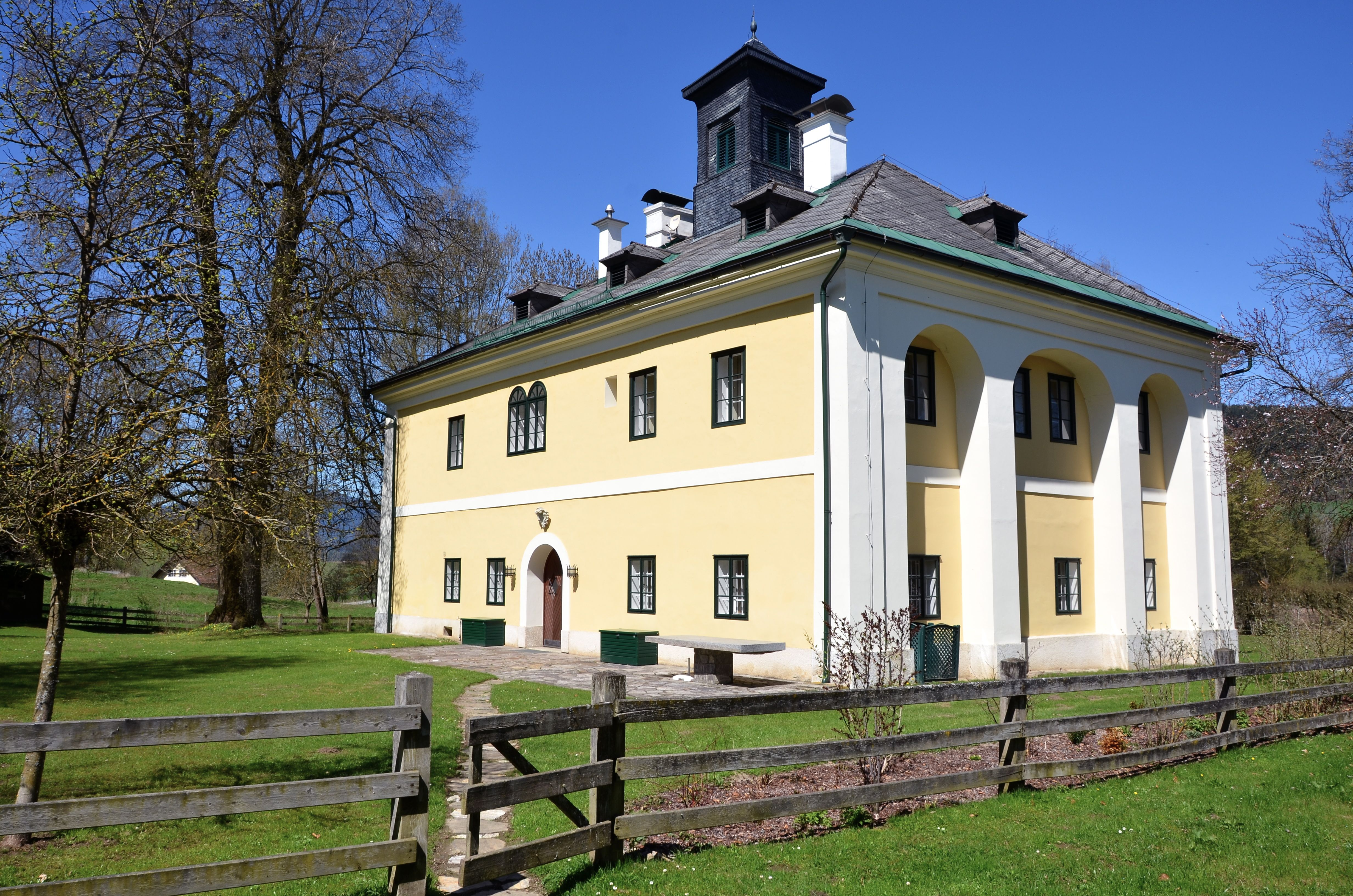
Schloss Dietrichstein, Kärnten
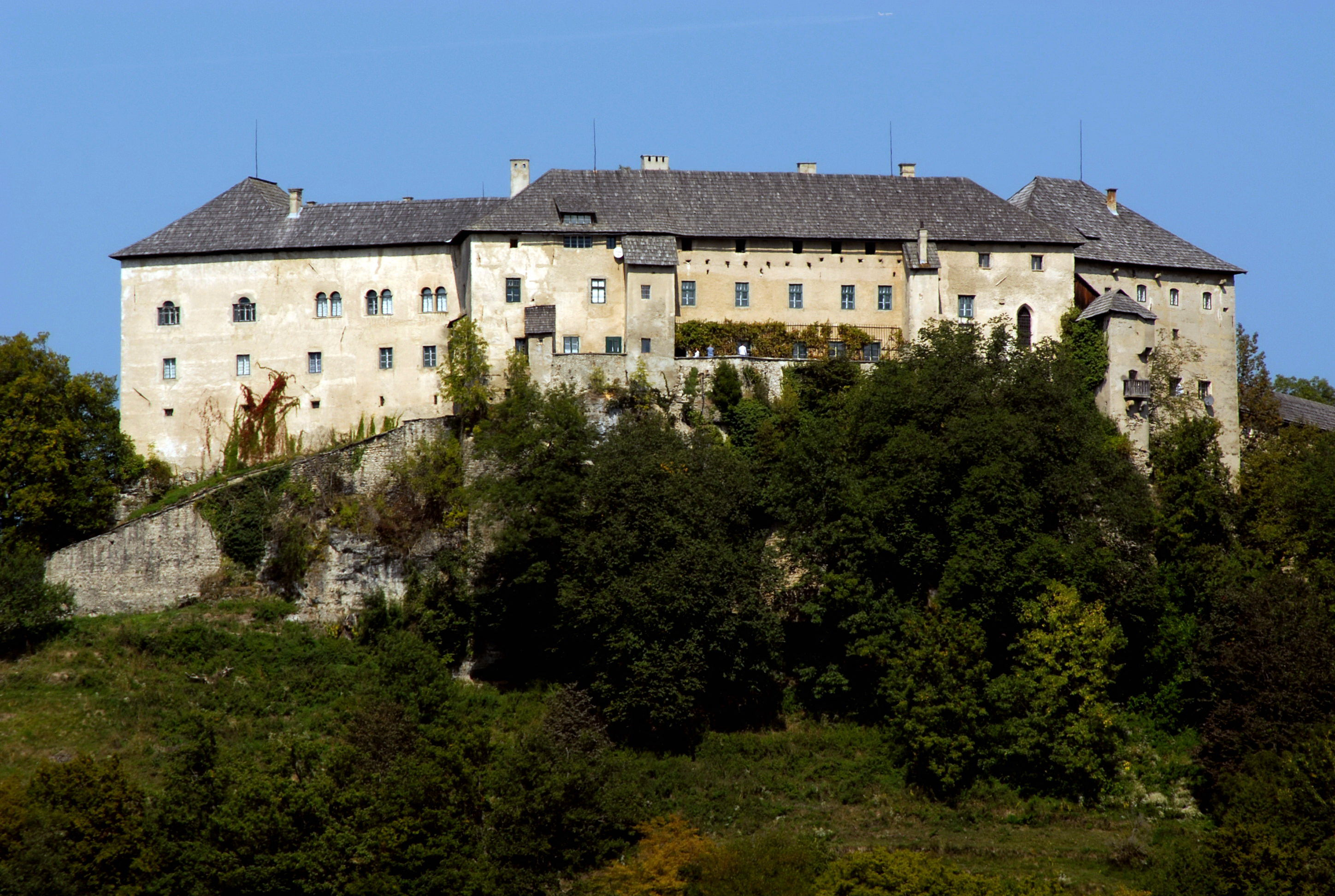
Burg Hollenburg, Kärnten
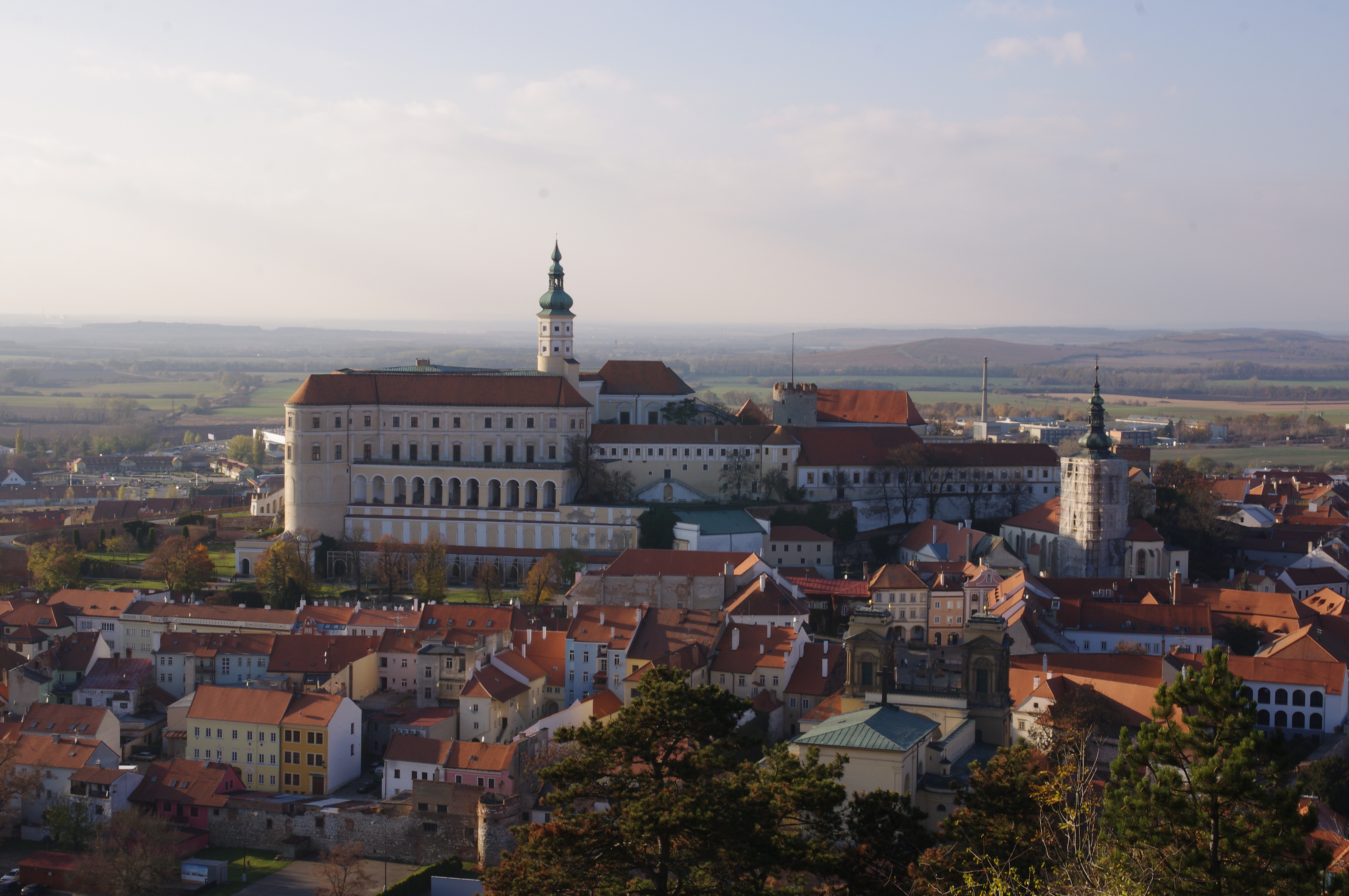
Schloss Nikolsburg, Mähren
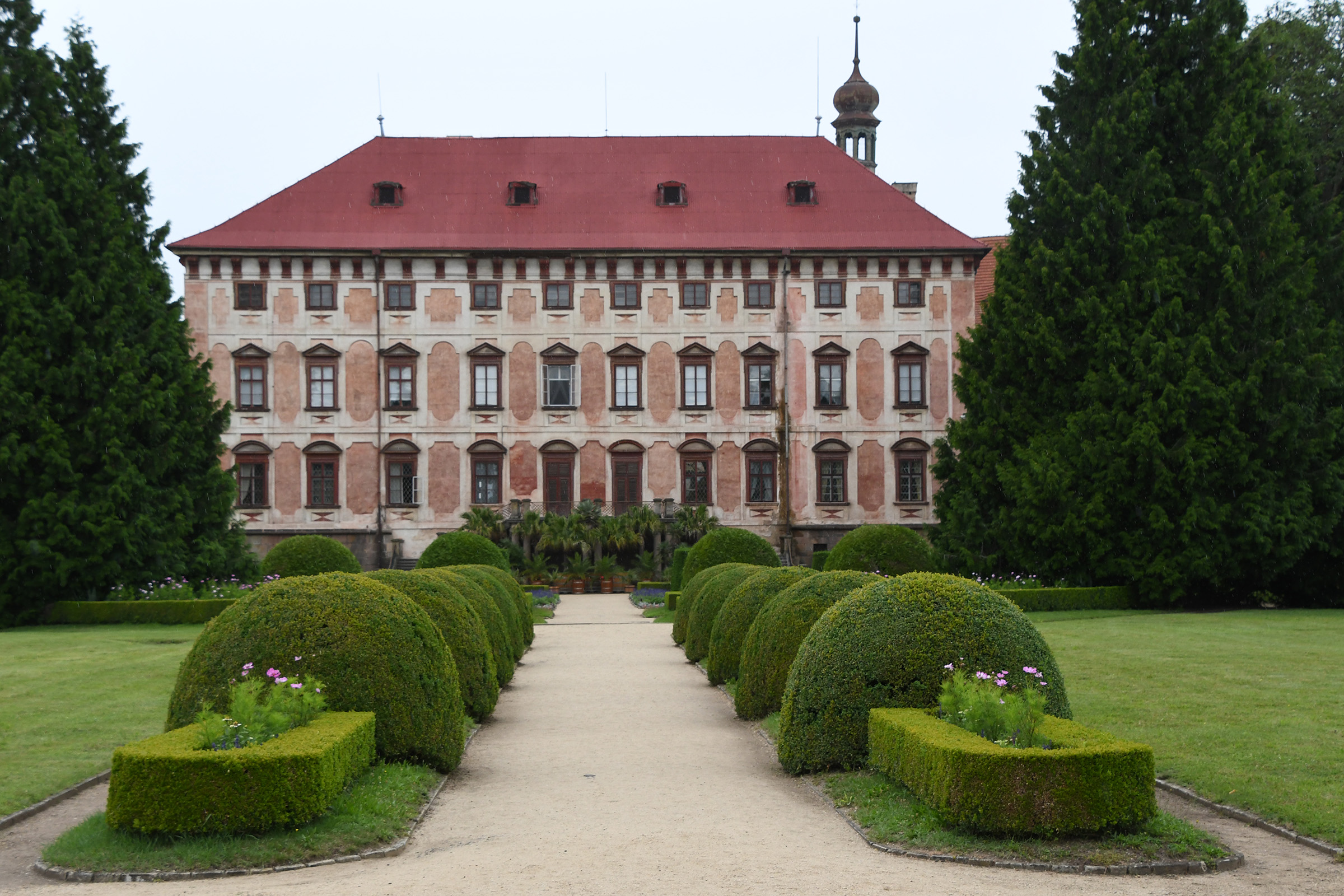
Schloss Libochovice, Böhmen
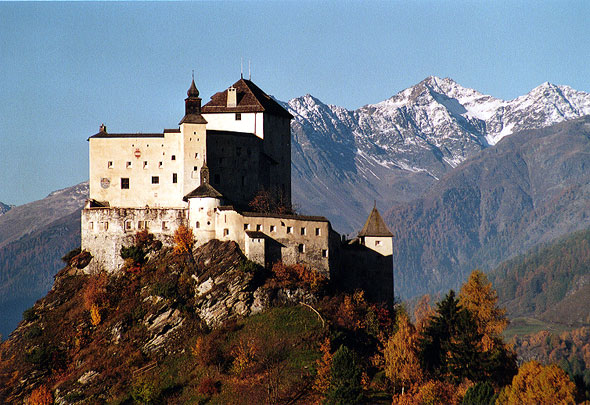
Schloss Tarasp, Graubünden
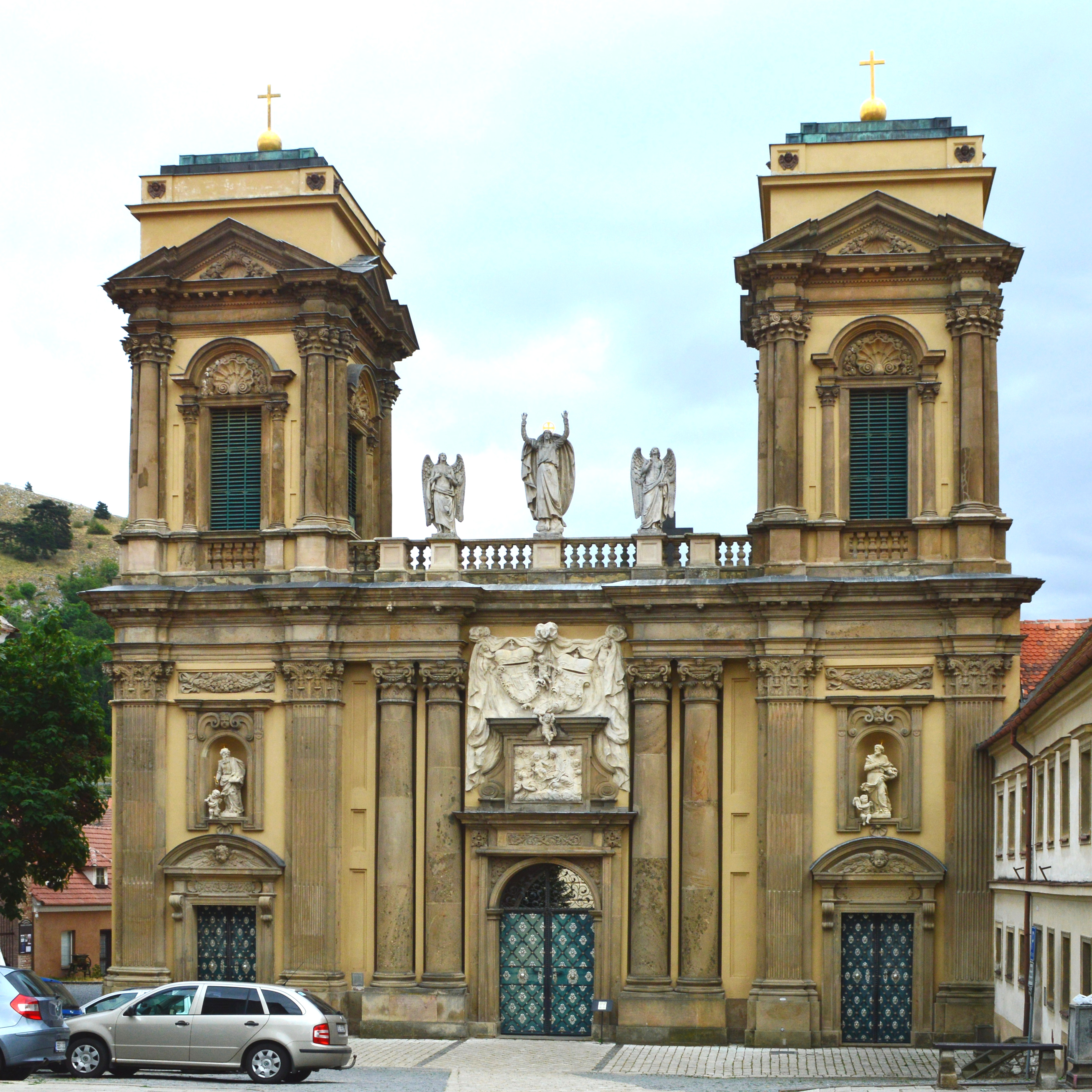
Dietrichstein'sche Gruftkirche, Nikolsburg, Mähren
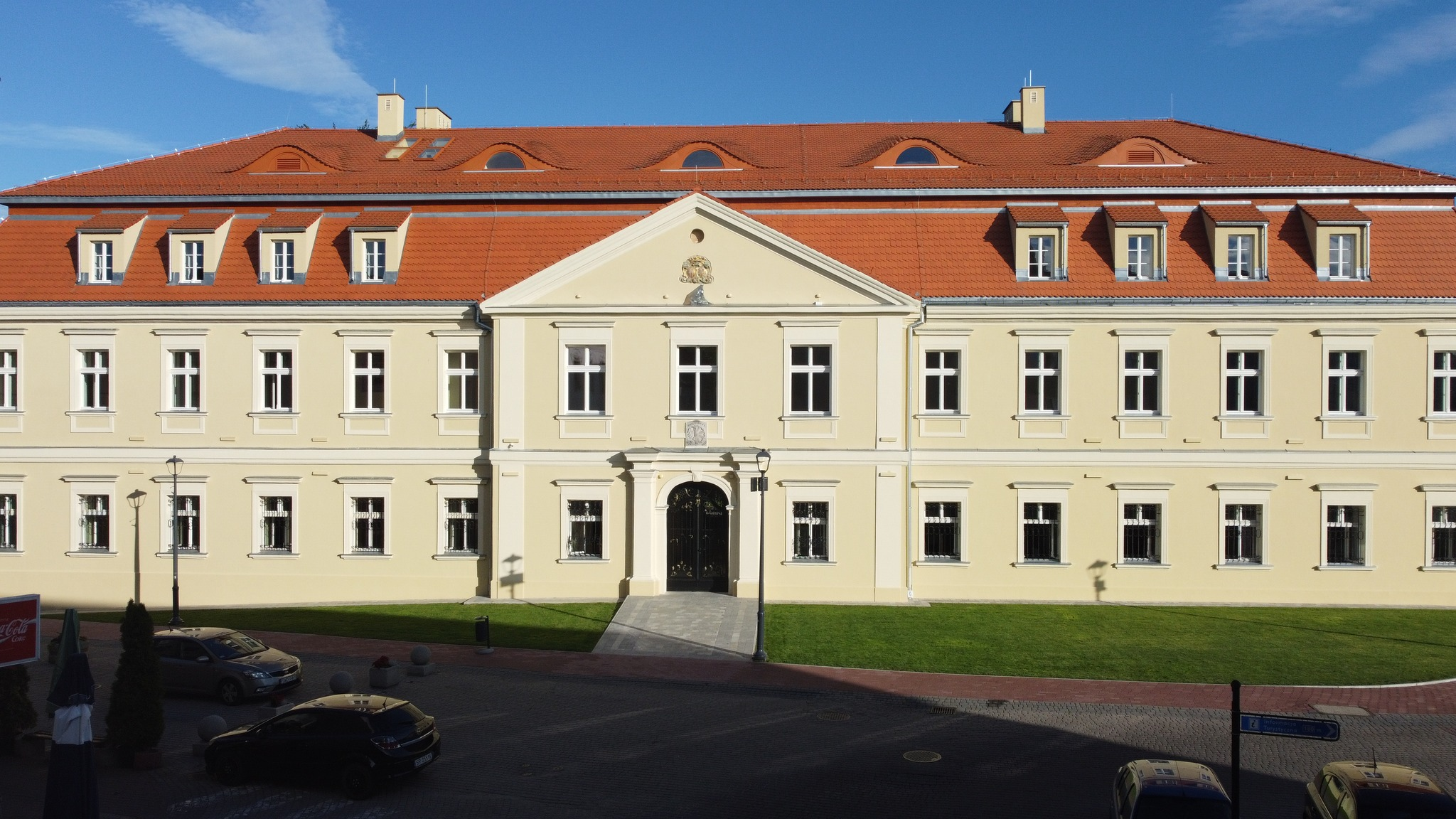
Schloss in Loslau (Wodzisław Śląski)

## Familienmitglieder

### Frühe Vertreter
- Pankraz von Dietrichstein (1446–1508), erhielt von Maximilian I. 1506 das Erbmundschenkenamt in Kärnten verliehen
- Siegmund von Dietrichstein (1484–1533), Gefolgsmann Kaiser Maximilians I.
- Adam von Dietrichstein (1527–1590), erhielt von Maximilian II. 1575 die Herrschaft Nikolsburg (Mikulov) in Mähren

### Die Fürsten von Dietrichstein

#### Reichsfürsten aus dem Haus Dietrichstein
- Franz Seraph von Dietrichstein, 1. Reichsfürst von Dietrichstein (* Madrid 22. August 1570; † Brünn (Brno) 19. September 1636); seit 1599 Kardinal, Fürstbischof von Olmütz, Landeshauptmann von Mähren und seit 1624 Reichsfürst von Dietrichstein. Auf ihn folgte sein Neffe:
- Maximilian von Dietrichstein, 2. Reichsfürst von Dietrichstein (* 1596; † 1655); Landeshauptmann von Mähren, Inhaber der Herrschaft Nikolsburg, seit 1612 Reichsgraf, seit 1629 auch Reichsfürst; ⚭ 1. Anna Maria Prinzessin von und zu Liechtenstein, Tochter des Fürsten Karl; ⚭ 2. Sophia Agnes Gräfin von Mansfeld, Tochter von Wolfgang III. Graf von Mansfeld-Vorderort zu Bornstädt. Auf ihn folgte sein Sohn:
- Ferdinand Joseph von Dietrichstein, 3. Reichsfürst von Dietrichstein (* 25. September 1636; † 28. November 1698); Inhaber der Herrschaft Nikolsburg in Mähren, seit 1684 gefürsteter Graf zu Tarasp; ⚭ Prinzessin Maria Elisabeth von Eggenberg, Tochter des Reichsfürsten Johann Anton I. von Eggenberg, Herzogs von Krumau. Auf ihn folgte sein Sohn:
- Leopold Ignaz Joseph von Dietrichstein, 4. Reichsfürst von Dietrichstein (* 1660; † 1708); Inhaber der Herrschaft Nikolsburg in Mähren, Graf von Tarasp etc.; ⚭ Maria Godofreda Dorothea Gräfin zu Salm zu Geleen und Amstenrade, Freifrau der Stadt und des Landes von Wachtendonk (* 1667; † 1732), Tochter von Carl Theodor Fürst von Salm. Auf ihn folgte sein Bruder:
- Walther Franz Xaver Anton von Dietrichstein, 5. Reichsfürst von Dietrichstein (* 1664; † 1738); Inhaber der Herrschaft Nikolsburg in Mähren; ⚭ 1. Zuzana Liborie Kateřina Prakšická von Zástřizl auf Boskowitz; ⚭ 2. Karolina Maximiliana Pruskovská z Pruskova Gräfin von Proskau (* 1674; † 1734), Tochter von Graf Georg Christoph. Auf ihn folgte sein Sohn:
- Karl Maximilian von Dietrichstein-Proskau, 6. Reichsfürst von Dietrichstein (* 1702; † 1784); Inhaber der Herrschaft Nikolsburg in Mähren, seit 1769 auch Graf von Proskau (als Erbe seines mütterlichen Großvaters); ⚭ Maria Anna Josepha Reichsgräfin von Khevenhüller zu Aichelberg (* 1705; † 1764), Tochter des Reichsgrafen Johann Heinrich Friedrich I. von Khevenhüller. Auf ihn folgte sein Sohn:
- Johann Baptist Karl Walther von Dietrichstein-Proskau-Leslie, 7. Reichsfürst von Dietrichstein (* 1728; † 1808); Graf von Proskau, Inhaber der Herrschaft Nikolsburg in Mähren, seit 1802 auch Graf von Leslie (als Erbe von Anton Leslie, dem letzten Grafen Leslie of Balquhaine); Besitzer der Herrschaft Neu-Ravensburg als Ersatz für die Grafschaft Tarasp, ansässig auf Budin und Libochowitz in Böhmen; ⚭ 1. Maria Christina Reichsgräfin von Thun und Hohenstein, Tochter von Johann Joseph Franz Anton Graf von Thun und Hohenstein, auf Tetschen; ⚭ 2. Maria Anna von Baldauf (Baltrauff), die „Fürstin Nannerl“ auf dem Wiener Kongress. Auf ihn folgte sein Sohn aus erster Ehe:
- Franz Joseph von Dietrichstein-Proskau-Leslie, 8. Reichsfürst von Dietrichstein (* 1767; † 1854); Graf von Proskau und Leslie, Inhaber der Herrschaft Nikolsburg in Mähren; ⚭ Alexandra Andrejewna Schuwalova, Tochter von Graf Andrei Petrowitsch Schuwalow. Auf ihn folgte sein Sohn:
- Joseph Franz von Dietrichstein-Proskau-Leslie, 9. Reichsfürst von Dietrichstein (* 1798; † 1858); Graf von Proskau und Leslie ⚭ Gabriela Gräfin Wratislaw von Mitrowicz (Wratislawová z Mitrowicz). Da er keinen Sohn hinterließ, fiel laut Familienvertrag die Herrschaft Nikolsburg in Mähren an seine Tochter Alexandrine Gräfin Mensdorff (1824–1906), die 1868 zur Fürstin von Dietrichstein zu Nikolsburg erhoben wurde (siehe unten) und der böhmische Fideikommiss Budin und Libochowitz fiel an die Tochter Theresia Gräfin Herberstein (1822–1909). Als Fürst von Dietrichstein-Proskau-Leslie folgte sein Onkel, ein jüngerer Sohn des 7. Reichsfürsten:
- Moritz Joseph Johann von Dietrichstein-Proskau-Leslie, 10. Reichsfürst von Dietrichstein (* 19. Februar 1775 in Wien; † 27. August 1864) ⚭ 1800 Maria Theresia Gräfin von Gilleis (* 1779; † 1860); sein einziger Sohn Joseph Moritz von Dietrichstein (* 1801; † 1852) war bereits vor dem 9. Reichsfürsten verstorben.

#### Österreichische Fürsten von Dietrichstein aus dem Haus Mensdorff-Pouilly
- Alexander Graf von Mensdorff-Pouilly, 1. Fürst von Dietrichstein zu Nikolsburg (* 4. August 1813; † 14. Februar 1871) ⚭ 1857 Reichsgräfin Alexandrine von Dietrichstein-Proskau-Leslie (* 1824; † 1906), eine Tochter des 9. Reichsfürsten von Dietrichstein. Er wurde 1868 durch Kaiser Franz Joseph unter dem Namen Fürst von Dietrichstein zu Nikolsburg in den österreichischen Fürstenstand in der Primogenitur erhoben, seine Nachkommen erhielten den Namen Mensdorff-Pouilly-Dietrichstein. Er war auch Inhaber der Herrschaft Nikolsburg in Mähren. Auf ihn folgte sein Sohn:
- Hugo von Mensdorff-Pouilly-Dietrichstein, 2. Fürst von Dietrichstein zu Nikolsburg (* 1858; † 1920); Graf von Mensdorff-Pouilly, Inhaber der Herrschaft Nikolsburg in Mähren; ⚭ Prinzessin Olga Alexandrowna Dolgoruki (* 27. November 1873; † 3. Januar 1946). Die Kinder des Fürsten Hugo erhielten durch Allerhöchste Entschließung (A. E.) Kaiser Karls I. vom 12. Juli 1917 (das Diplom wurde zu Wien am 3. August 1917 ausgefertigt) die Genehmigung zur Führung des Namens Dietrichstein-Mensdorff-Pouilly.[2] Auf ihn folgte sein Sohn:
- Alexander Albert Olivier Anton von Dietrichstein-Mensdorff-Pouilly, 3. Fürst von Dietrichstein zu Nikolsburg (* 15. Juli 1899; † 12. Januar 1964); Graf von Mensdorff-Pouilly, Inhaber der Herrschaft Nikolsburg in Mähren; ⚭ Paris 29. Oktober 1930 Maria de las Mercedes Dose y Obligado (* Buenos Aires 18. Juni 1903; † München 21. Januar 1964). Er war der letzte Fürst von Dietrichstein zu Nikolsburg aus dem Haus Mensdorff-Pouilly in männlicher Linie, da er nur eine Tochter hinterließ.

Mit dem Sohn dieser Tochter besteht der Name Dietrichstein-Mensdorff-Pouilly noch heute in der Form Leloir von Dietrichstein-Mensdorff-Pouilly.

### Weitere Familienmitglieder

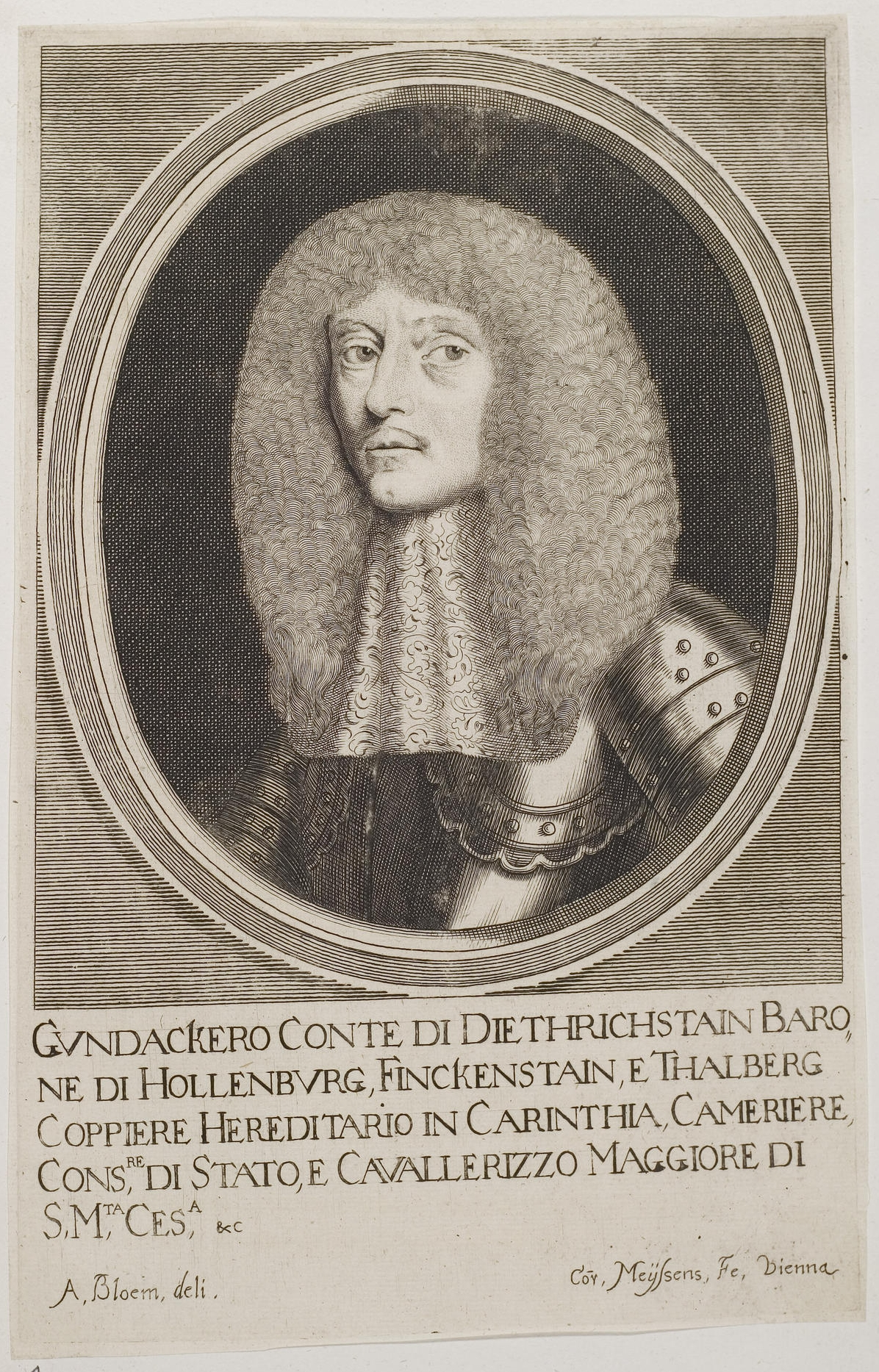
Gundacker von Dietrichstein (1623–1690)

- Gundacker von Dietrichstein (* 1623; † 1690), Graf, 1684 Reichsfürst von Dietrichstein, Ritter des Ordens vom Goldenen Vlies
- Johanna Beatrix von Dietrichstein-Nikolsburg (* ca. 1625; † 1676), Fürstin von Liechtenstein
- Sigmund Helfried von Dietrichstein (* 1635; † 1698), Landeshauptmann von Kärnten
- Edmunda Maria Theresia von Dietrichstein-Nikolsburg (* 1652; † 1737), Fürstin von Liechtenstein
- Ferdinand von Dietrichstein (* 1678; † 1744), Herr von Arbesbach, Gründer von Dietrichsbach um 1700[3], Neffe des Gundacker von Dietrichstein
- Andreas Jakob von Dietrichstein (* 1689; † 1753), Fürsterzbischof von Salzburg ab 1747
- Joseph Carl von Dietrichstein (* 1763; † 1825), erster Gouverneur der k.k. privilegierten Nationalbank und Landmarschall von Niederösterreich
- Moritz II. von Dietrichstein-Proskau-Leslie (* 1801; † 1852), österreichischer Botschafter

## Wappen

### Stammwappen und Fürstenwappen
Blasonierung: Das Stammwappen derer von Dietrichstein zeigt im von Gold und Rot schrägrechts geteilten Schild zwei silberne Winzermesser mit goldenen Griffen; auf dem Helm mit rot-goldenen Decken drei schwarze Straußenfedern, belegt mit dem Schildbild.
Blasonierung: Das Wappen der Fürsten von Dietrichstein zu Nikolsburg aus dem Haus Mensdorff-Pouilly zeigt einen geviertelten Schild; Felder 1 und 4 in Silber ein rot bewehrter blauer Löwe (Mensdorff-Pouilly), Felder 2 und 3 in von Gold und Rot schrägrechts geteiltem Felde zwei blanke Winzermesser mit goldenen Griffen (Dietrichstein); auf dem Schild der Fürstenhut.

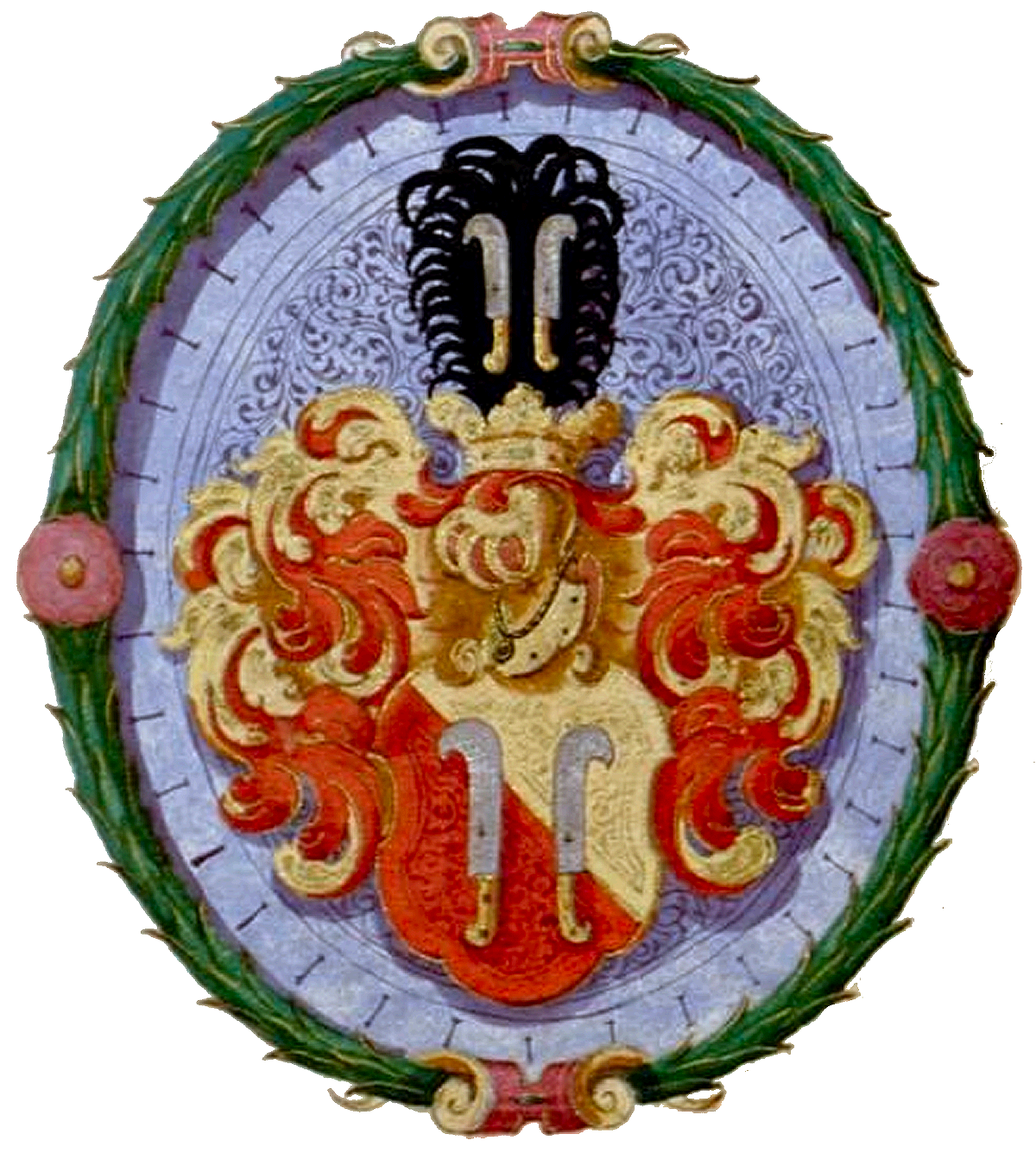
Stammwappen derer von Dietrichstein von 1608 im Stammbuch der Familie Donauer
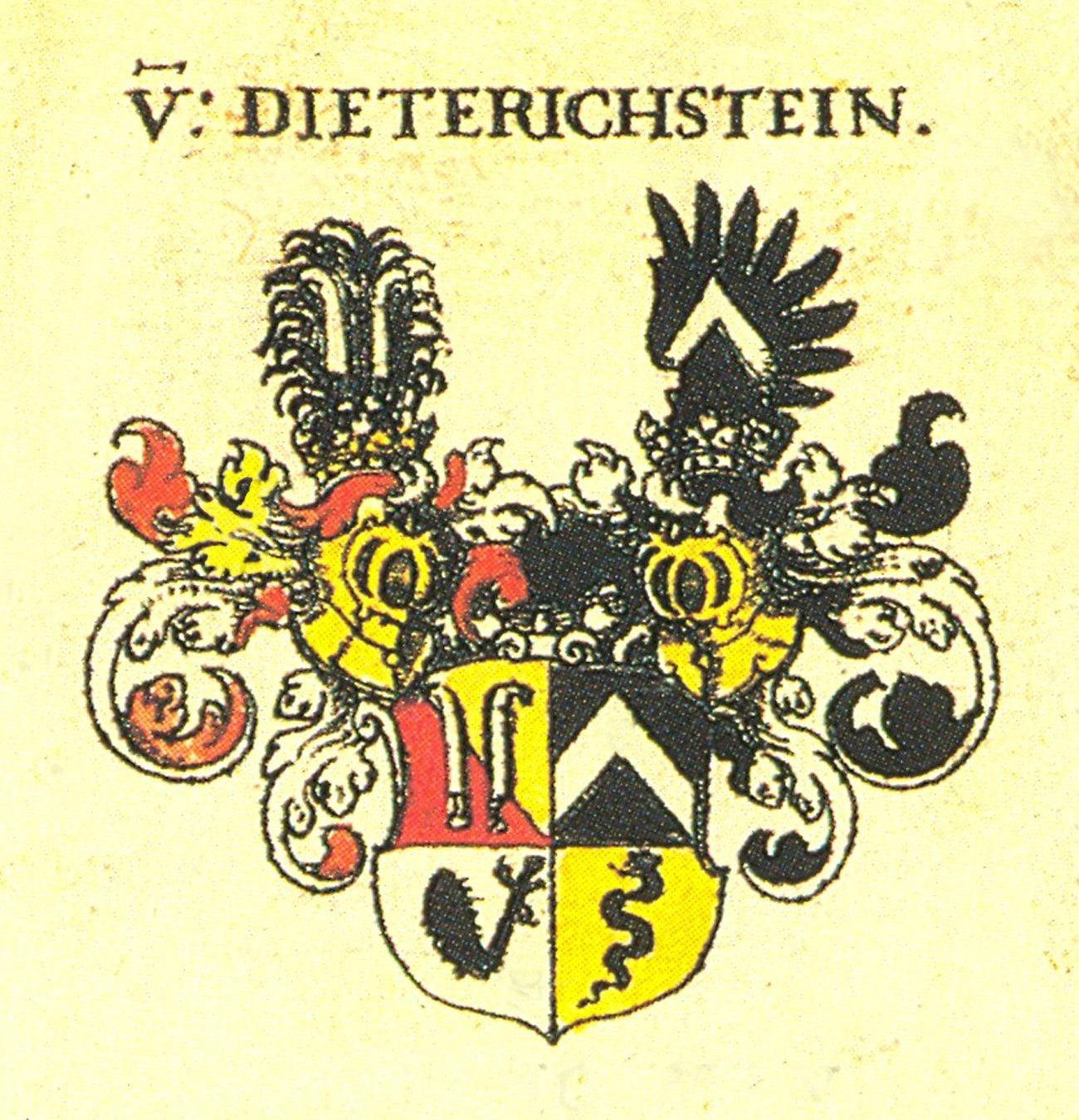
Gemehrtes Wappen der Freiherren von Dietrichstein, nach Siebmacher, zwischen 1701 und 1705
Gemehrtes Wappen der Freiherren von Dietrichstein, modern
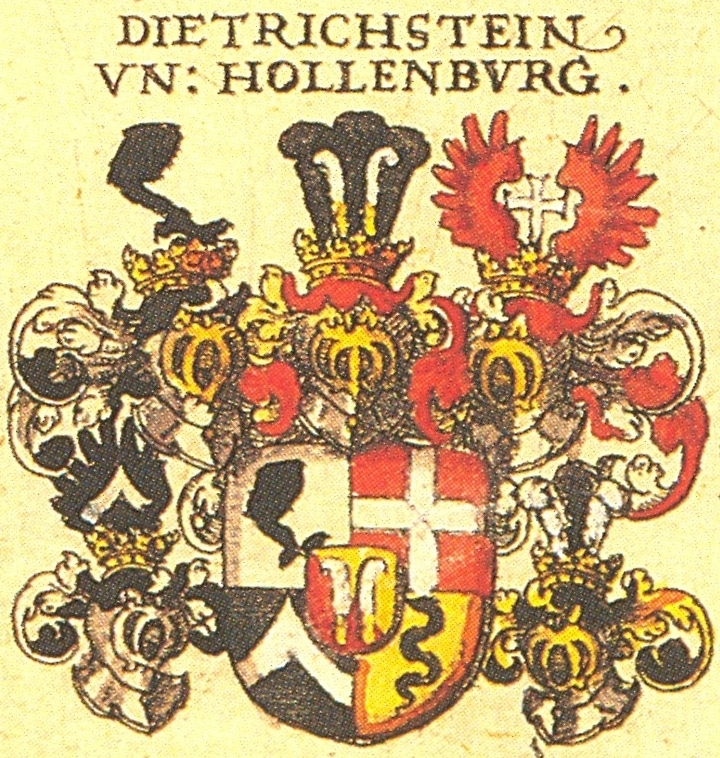
Gemehrtes Wappen der Freiherren von Dietrichstein und Hollenburg, nach Siebmacher, 1605
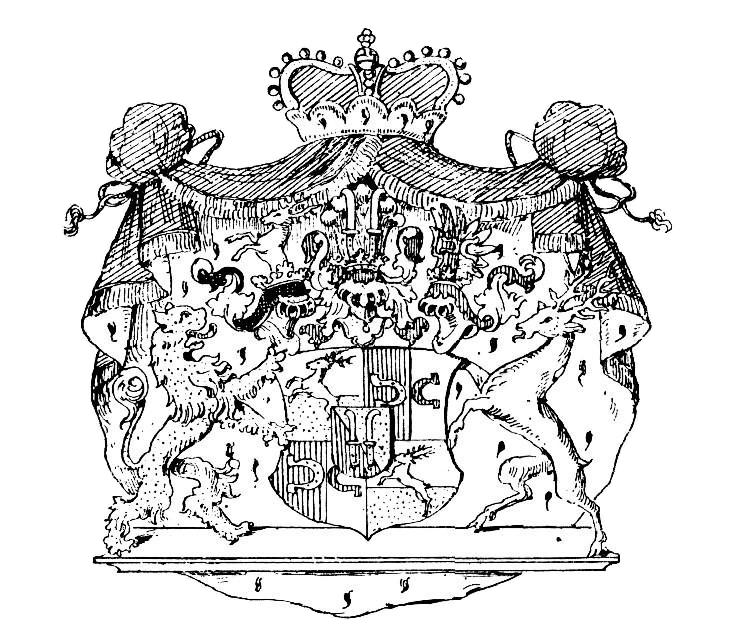
Gemehrtes Wappen der Fürsten von Dietrichstein, Grafen von Proskau, Inhaber der Stadt Nikolsburg

### Spuren der Wappen in Gemeindewappen
Gemeindewappen in Tschechien zeigen noch Spuren des Stammwappens derer von Dietrichstein. Das Stadtwappen von Mikulov zeigt das darin einbezogene Familienwappen der Dietrichsteiner, ebenso das Stadtwappen der Gemeinden Kroměříž und Olešenka.

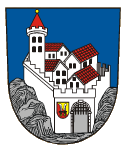
Stadtwappen von Mikulov mit dem darin einbezogenen Familienwappen der Dietrichstein
Stadtwappen von Kroměříž mit dem darin einbezogenen Familienwappen der Dietrichstein
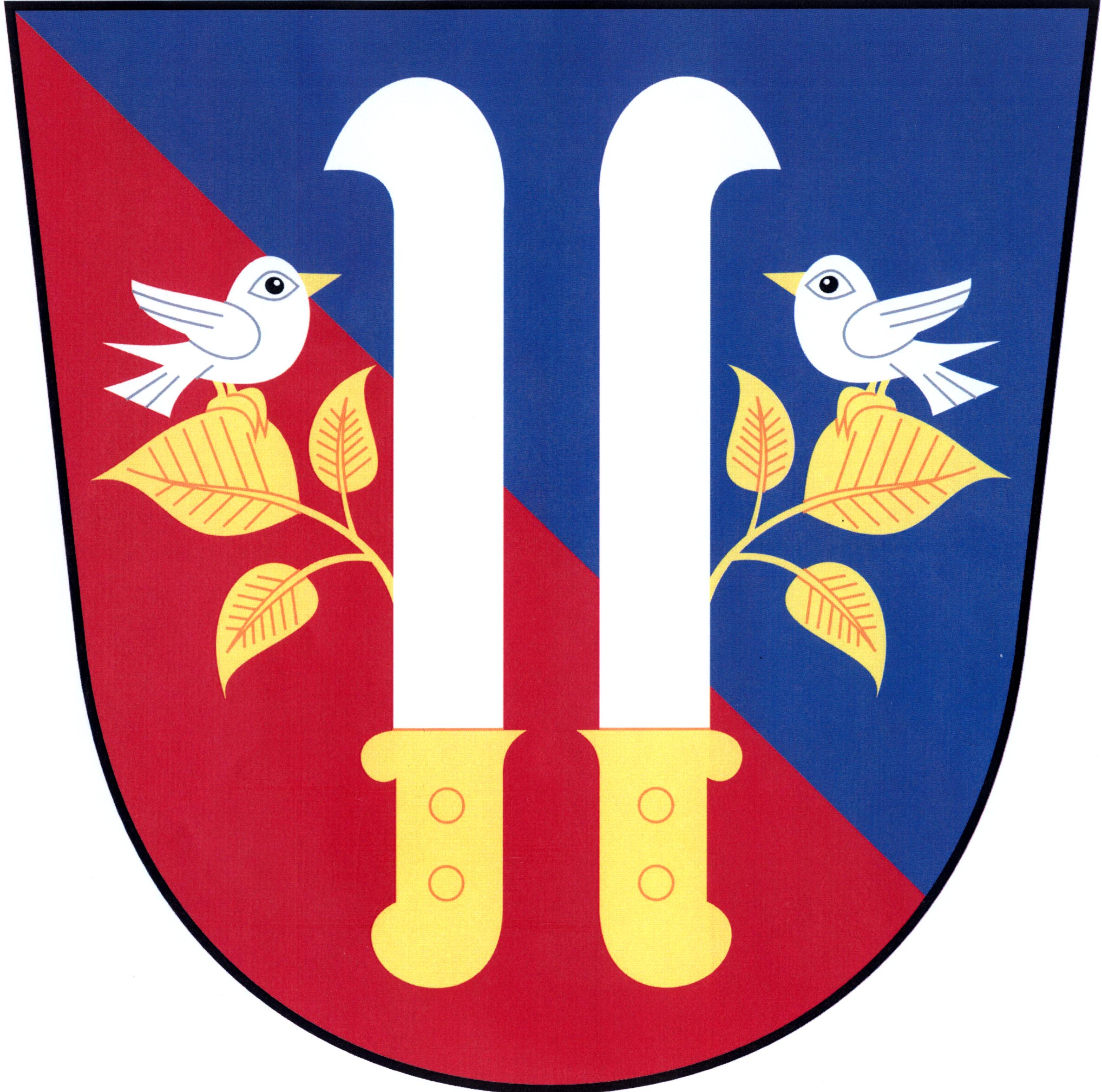
Wappen von Olešenka